# Gudmund Kongshavn
Gudmund Taksdal Kongshavn (Bergen, 1991. január 23. –) norvég korosztályos labdarúgó, aki jelenleg a Tromsø IL játékosa.

## Statisztika
2015. április 28-i állapot szerint.
| Klub             | Szezon           | Osztály          | Bajnokság | Bajnokság | Kupa  | Kupa  | Összesen | Összesen |
| Klub             | Szezon           | Osztály          | Mérk.     | Gólok     | Mérk. | Gólok | Mérk.    | Gólok    |
| ---------------- | ---------------- | ---------------- | --------- | --------- | ----- | ----- | -------- | -------- |
| 2009             | Vålerenga        | Tippeligaen      | 1         | 0         | 0     | 0     | 1        | 0        |
| 2010             | Vålerenga        | Tippeligaen      | 0         | 0         | 0     | 0     | 0        | 0        |
| 2011             | Vålerenga        | Tippeligaen      | 0         | 0         | 1     | 0     | 1        | 0        |
| 2012             | Vålerenga        | Tippeligaen      | 4         | 0         | 0     | 0     | 4        | 0        |
| 2013             | Vålerenga        | Tippeligaen      | 25        | 0         | 3     | 0     | 28       | 0        |
| 2014             | Vålerenga        | Tippeligaen      | 2         | 0         | 1     | 0     | 3        | 0        |
| 2014             | Sarpsborg 08     | Tippeligaen      | 7         | 0         | 2     | 0     | 9        | 0        |
| 2015             | Tromsø           | Tippeligaen      | 0         | 0         | 0     | 0     | 0        | 0        |
| Karrier összesen | Karrier összesen | Karrier összesen | 39        | 0         | 7     | 0     | 46       | 0        |

## Sikerei, díjai
- Norvégia U21
  - U21-es labdarúgó-Európa-bajnokság
    - Bronzérmes: 2013

## Külső hivatkozások
- Gudmund Taksdal Kongshavn VIF Fotball
- Gudmund Taksdal Kongshavn Transfermarkt